# Qubes OS
Qubes OS — орієнтована на безпеку настільна операційна система, яка покликана забезпечити безпеку через ізоляцію. Віртуалізація здійснюється на базі Xen.  Призначене для користувача середовище може бути засноване на Fedora, Debian, Whonix, Windows та інших операційних системах.
16 лютого 2014 року Qubes став фіналістом в премії Access Innovation Prize 2014 в номінації Endpoint Security Solution. Переможцем став Tails, інша операційна система орієнтована на безпеку.

## Цілі безпеки

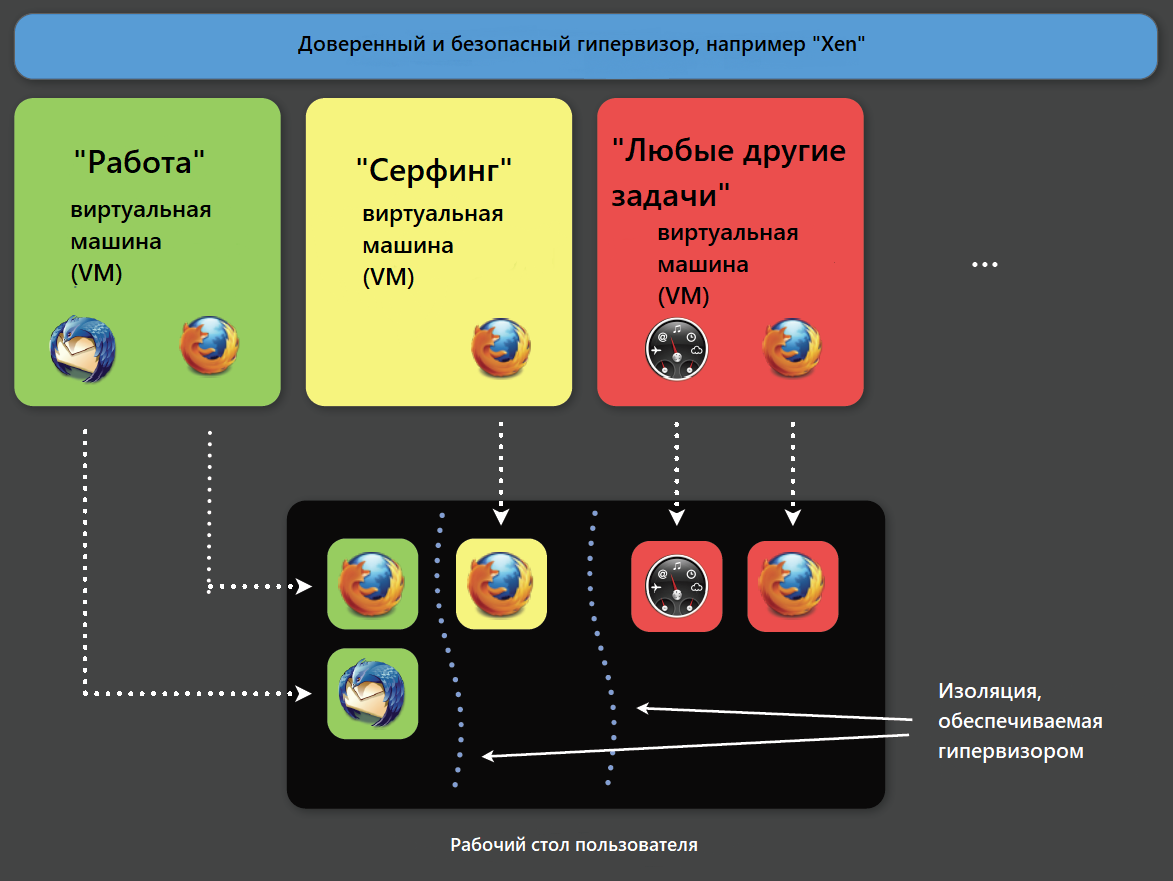
Схема доменів безпеки

Qubes реалізує підхід «безпека в ізоляції». Передбачається, що не може бути ідеального, безпомилкового середовища робочого столу. Таке середовище налічує мільйони рядків коду, мільярди програмних / апаратних взаємодій. Одна критична помилка може призвести до того, що шкідливе програмне забезпечення візьме контроль над машиною.
Щоб захистити настільний комп'ютер, користувач Qubes повинен подбати про розмежування різних середовищ, щоб коли один з компонентів був скомпрометований, шкідливе ПЗ отримало доступ тільки до даних усередині зараженого середовища.
У Qubes ізоляція забезпечується в двох вимірах: апаратні контролери можуть бути виділені в функціональні домени (наприклад, мережеві домени, домени контролера USB), тоді як цифрове життя користувача визначається в доменах з різним рівнем довіри. Наприклад: робоча область (найбільш довірена), домен покупок, випадковий домен (менш довірений). Кожен з цих доменів запускається на окремій віртуальній машині.
Qubes не є розрахованою на багато користувачів системою.

## Огляд архітектури системи

### Гіпервізор Xen та адміністративний домен (Dom0)
Гіпервізор забезпечує ізоляцію між віртуальними машинами. Адміністративний домен, також званий Dom0 (термін, успадкований від Xen) має прямий доступ до всіх апаратних засобів за замовчуванням. Dom0 розміщує домен GUI і управляє графічними пристроями, а також пристроями введення, наприклад, клавіатурою та мишою. Домен GUI також розміщує X-сервер, який відображає робочий стіл користувача і диспетчер вікон, який дозволяє користувачеві запускати і зупиняти програми та керувати їхніми вікнами.
Інтеграція віртуальних машин забезпечується через Application Viewer, який створює ілюзію, що прикладні програми виконуються на робочому столі. Насправді вони розміщуються (і ізольовані) на різних віртуальних машинах. Qubes об'єднує всі ці віртуальні машини в одне загальне середовище робочого столу.
Оскільки Dom0 чутливий до безпеки, він ізольований від мережі. Як правило, він має якомога менший зв'язок з іншими доменами, щоб звести до мінімуму можливість атаки, яка відбувається із зараженої віртуальної машини.
Домен Dom0 управляє віртуальними дисками інших віртуальних машин, які фактично зберігаються в файлах файлової системи dom0. Місце на диску зберігається завдяки використанню різних віртуальних машин (VM), які використовують одну і ту ж кореневу файлову систему в режимі тільки для читання. Окреме дискове сховище використовується тільки для власних каталогів і налаштувань для кожної віртуальної машини. Це дозволяє централізувати установку і оновлення програмного забезпечення. Також можливо встановлювати застосунки тільки на обрану VM, встановлюючи їх не як привілейований користувач або встановлюючи їх в нестандартний каталог /rw.

### Мережевий домен
Мережевий механізм найбільш схильний до зовнішніх атак. Щоб уникнути цього, він ізольований в окремій непривілейованої віртуальній машині,яку називають Мережевий домен.
Додаткова віртуальна машина брандмауера використовується для розміщення брандмауера на базі ядра Linux, так що навіть якщо мережевий домен скомпрометований через помилки драйвера пристрою, брандмауер все ще ізольований і захищений (оскільки він працює в окремому ядрі Linux в окремій віртуальній машині).

### Віртуальна машина застосунків (AppVM)
AppVM — це віртуальні машини, які використовуються для розміщення прикладних програм, таких як веббраузер, поштовий клієнт або текстовий редактор. З метою безпеки ці програми можна згрупувати в різних доменах, таких як «особисті», «робота», «покупки», «банк» і так далі. Домени безпеки реалізовані як окремі віртуальні машини (VM), тому ізолюються одна від одної, як якщо б вони виконувалися на різних машинах.
Деякі документи або програми можна запускати в одноразових віртуальних машинах за допомогою файлового менеджера. Механізм повторює ідею пісочниці: після перегляду документа або запуску програми вся одноразова віртуальна машина буде знищена.
Кожен домен безпеки позначений кольором, і кожне вікно позначено кольором домену, до якого він належить. Тому завжди добре видно, до якої області належить дане вікно.

## Ссилки
- Invisible Things Lan [Архівовано 20 лютого 2019 у Wayback Machine.]
- Invisible Things Blog [Архівовано 28 серпня 2015 у Wayback Machine.]
- DistroWatch [Архівовано 23 листопада 2018 у Wayback Machine.]